# Исповедальные надписи из Лидии и Фригии
Исповедальные надписи из Лидии и Фригии — датированные римским периодом религиозные надписи на греческом эллинистическом языке, нанесенные на стелы из Малой Азии из римских провинций Азия и Галатия. Они датированы концом II века и началом III века нашей эры. В данных текстах присутствует элемент, который некоторые исследователи считают новым для классической древнегреческой религии — это публичная исповедь и раскаяние в грехах, осуществляемое путем публичного жертвоприношения (литра). Исследователи считают этот элемент восточным по происхождению. Использование более просторечного койне вместо классического древнегреческого языка считается новым элементом в религиозной практике. Марианна Рикл утверждает, что практика исповеди является наследием хеттской религии. По утверждению Шнабеля, данная практика в эллинистической религии была введена в качестве ответа на успехи раннего христианства в восточных провинциях Римской империи И действительно, фразы и термины в данных надписях напоминают содержание Нового Завета: гамартия (грех), параклет (защитник), «раб Божий», «Кириос (господин, Господь)», басилевс (царь) и т. д. Судя по надписям, искуплению в основном подлежали грехи, связанные с нарушением сексуальных запретов — в чем усматривают влияние концепции целомудрия, будто бы перенятой из христианства. Божества, упоминаемые в надписях: Мен, Метор (мать), Зевс (эпитеты: Керавн, Сотер), Аполлон, Гипсист, Анахита, Аттис, Дионис, Геракл, Сабазий, Асклепий, Геката, Артемида и другие.

## Надписи

### Ритуальный диалог Феодора с богами (Лидия,235/236гг.)
| оригинальный текст на койне | Перевод |
| --- | --- |
| ἔτους τκʹ, μηνὸς Πανήμου βιʹ κατὰ τὸ ἐφρενωθεὶς ὑπὸ τῶν {²crescent, a pair of eyes}² θεῶν ὑπὸ τοῦ Διὸς κὲ τοῦ Μηνὸς μεγάλου Ἀρτεμιδώρου· ἐκολασόμην τὰ ὄματα τὸν Θεόδωρον κατὰ τὰς ἁμαρτίας, ἃς ἐπύησεν·συνεγενόμην τῇ πεδίσχῃ τοῦ Ἁπλοκόμα,τῇ Τροφίμῃ, τῇ γυναικὶ τῇ Εὐτύχηδος εἰς τὸ πλετώριν· ἀπαίρι τὴν πρώτην ἁμαρτίαν προβάτῳ, πέρδεικι, ἀσφάλακι· δευτέρα ἁμαρτία· ἀλλὰ δοῦλος ὢν τῶν θεῶν τῶν ἐν Νονου συνεγενόμην τῇ Ἀριάγνῃ τῇ μοναυλίᾳ· ’παίρι χύρῳ, θείννῳ ἐχθύει· τῇ τρίτῇ ἁμαρτίᾳ συνεγενόμην Ἀρεθούσῃ μοναυλίᾳ· ’παίρι ὄρνειθει, στρουθῷ, περιστερᾷ, κύ(πρῳ) κρειθοπύρων, πρόχῳ οἴνου· κύπρον πυρῶν καθαρὸς τοῖς εἱεροῖς, πρόχον αʹ· ἔσχα παράκλητον τὸν Δείαν· "εἴδαι, κατὰ τὰ πυήματα πεπηρώκιν, νῦν δὲ εἱλαζομένου αὐτοῦ τοὺς θεοὺς κὲ στηλογραφοῦντος ἀνερύσετον τὰς ἁμαρτίας"· ἠρωτημαίνος ὑπὸ τῆς συνκλήτου· "εἵλεος εἶμαι ἀναστανομένης τῆς στήλλην μου, ᾗ ἡμέρᾳ ὥρισα· ἀνύξαις τὴν φυλακήν, ἐξαφίω τὸν κατάδικον διὰ ἐνιαυτοῦ κὲ μηνῶν ιʹ περιπατούντων | - Феодор: В году 320, в день 12 месяца Панемос, я был наказан богами, Зевсом и Меном (Я устанавливаю данную стелу как искупление за мою слепоту). - Бог: Я наказал Феодора болезнью глаз за грехи, которые он совершил. - Феодор: Я имел сношение с Трофимой, рабыней Гаплокома, женой Евтиха в доме. - Бог: Первый грех очищен через приношение овцы, куропатки и крота. - Феодор: Грех второй. Хотя я служил богам в Ноносе, я имел сношение с Арианой, монаулией (жрицей-девственницей). - Бог: Он очищен от греха поросёнком и рыбой. - Феодор: Грех третий. Я имел сношение с Аретузой, монаулией. - Бог: Грех очищен приношением курицы, воробья, голубя, мерой ячменя и пшеницы, вином, мерой чистой пшеницы для иереев (жрецов). - Феодор: Я прошу заступничества у Зевса (дословно: у меня есть Зевс-параклет). - Зевс: Смотри! Я навел на него слепоту за его грехи. Но, так как умилостивил он богов и записал грех свой на стеле, он получает спасение. - Я милостив к нему, так как стела воздвигнута в день очищения. Открывайте двери темницы, я прощаю его через год и десять месяцев. |

По словам Георга Петцля, в святилище действительно состоялось импровизированное сакральное представление, сродни театру, но при этом Феодор был реально осуждён и заключён в тюрьму. Зевса в
данном представлении олицетворял жрец. По мнению же Эндера Варинлиоглу, слово «филаке» — «темница» — используется как метафора. «Темницей» в смысле наказания для Феодора была слепота, для спасения
его от распутства и разврата.